# Reservatum ecclesiasticum
Il Reservatum ecclesiasticum (riserva ecclesiastica) era una disposizione della Pace di Augusta del 1555.
Esentava le terre ecclesiastiche dal principio del cuius regio, eius religio, che la Pace stabiliva per tutte le terre dinastiche ereditarie, cioè quelle governate da principi, duchi, ecc.. Secondo questo principio, la religione del sovrano sarebbe stata la religione del paese e del popolo relativo, in possesso suo per eredità.
Ma lo stesso principio avrebbe avuto conseguenze diverse se applicato in un dominio ecclesiastico, come quello governato da un principe vescovo o da un abate. Un tale dominio era strutturalmente cattolico e il suo sovrano era eletto o nominato all'interno della Chiesa, senza diritti ereditari.
Il Reservatum ecclesiasticum dichiarava che un principe ecclesiastico che si convertiva al luteranesimo immediatamente perdeva la sua autorità (che aveva ricevuto all'interno della Chiesa) e il dominio non veniva convertito. Il suo ufficio diveniva vacante e sarebbe stato sostituito da un nuovo ecclesiastico cattolico.
La misura fu inserita nella Pace dall'autorità imperiale, in quanto non sostenuta dai Principi protestanti.
Tuttavia, i Principi protestanti scelsero di non porre veti alla misura e in cambio ottennero la Declaratio Ferdinandea, che proteggeva i cavalieri e le città o comunità rurali protestanti di lunga data, comprese quelle nei territori in cui era applicato il Reservatum ecclesiasticum.
Politicamente, la clausola quasi assicurò una maggioranza cattolica tra i sette Elettori, dal momento che il Regno di Boemia era stato nelle mani degli Asburgo dal 1526 e i tre Elettori ecclesiastici di Magonza, Treviri e Colonia non poterono convertirsi senza perdere il loro incarico.
La misura fu contestata nel 1583, quando l'arcivescovo elettore di Colonia, Gebhard Truchsess von Waldburg, si convertì al protestantesimo, anzi al calvinismo, sposandosi, ma cercò di mantenere il suo incarico.
Nella risultante guerra di Colonia, Gebhard fu sostenuto dalla Repubblica Olandese e dall'Elettorato Palatino. Ma la guerra alla fine fu vinta dal suo sostituto cattolico, Ernesto di Baviera, sostenuto da suo fratello Guglielmo V, duca di Baviera, e da Filippo II di Spagna. L'esercito spagnolo, comandato dal Duca di Parma, recuperò fisicamente il territorio elettorale. La vittoria di Ernesto confermò il principio del Reservatum ecclesiasticum.
La riserva ecclesiastica spesso non venne rispettata, in particolare nella Germania settentrionale. Ad esempio, l'Arcidiocesi di Magdeburgo era sotto la supervisione degli amministratori protestanti dal 1566 e il territorio divenne protestante.
Il capitolo della cattedrale dell'Arcidiocesi di Brema era stato largamente protestante dal 1560 circa ed era anche amministrato da amministratori protestanti. Entrambi gli Arcivescovati furono convertiti in territori secolari nella Pace di Vestfalia.
La misura ha continuato ad essere un lamento per i protestanti. Dopo l'ascensione di Mattia, imperatore del Sacro Romano Impero, il suo nuovo cancelliere, Melchior Klesl, sperò di dissolvere le alleanze religiose dell'epoca - l'Unione protestante e la Lega cattolica - e riportare le persone di tutte le fedi sotto l'autorità dell'Imperatore. In risposta l'assemblea dell'Unione Protestante a Rothenburg ob der Tauber, nel marzo 1613, votò per non sciogliersi finché la Lega cattolica era ancora in vigore, e per assicurare che alcune rimostranze di vecchia data fossero state corrette, incluso il Reservatum ecclesiasticum.

## Pace di Augusta del 1555
Partecipanti Ferdinando, re dei romani che rappresentava Carlo V, e i Delegati dei Principati imperiali.
(1) Il principio di cuius regio, eius religio stabiliva la conformità religiosa all'interno di ogni singolo stato. Due confessioni di fede erano accettate: il cattolicesimo o la confessione Augustana (luteranesimo). Qualsiasi altra espressione di fede era esclusa.
(2) Il principio del Reservatum ecclesiasticum proteggeva la conformità religiosa all'interno delle proprietà ecclesiastiche, ma non indicava chiaramente come questa doveva essere protetta.
(3) La Dichiarazione Ferdinandea concedeva alcune esenzioni al principio di cuius regio, eius religio ad alcuni cavalieri, famiglie sovrane e città imperiali.